# بوشکو پرودانوویچ
بوشکو پرودانوویچ (صربی: Boško Prodanović؛ ۱ اوت ۱۹۴۳ – ۱۶ آوریل ۲۰۲۴) بازیکن فوتبال اهل صربستان بود.
از جمله باشگاه‌هایی که وی در آنها بازی کرده‌است، می‌توان به باشگاه فوتبال دینامو زاگرب و باشگاه فوتبال سارایوو اشاره کرد.
وی همچنین در تیم ملی فوتبال یوگسلاوی بازی کرده‌است.
پرودانوویچ در ۱۶ آوریل ۲۰۲۴، در سن ۸۰ سالگی، درگذشت.